# Доње Ново Село (Нијемци)
Доње Ново Село је насељено мјесто у саставу општине Нијемци, Република Хрватска.

## Историја
Насеље је раније било у саставу некадашње општине Винковци.

## Становништво
На попису становништва 2011. године, Доње Ново Село је имало 498 становника.
| Демографија | Демографија | Демографија |
| Година      | Становника  | Становника  |
| ----------- | ----------- | ----------- |
| 1991.       | 638         |             |
| 2001.       | 638         |             |
| 2011.       |             | 498         |

## Попис 1991.
На попису становништва 1991. године, насељено место Доње Ново Село је имало 638 становника, следећег националног састава:
| Попис 1991.‍ | Попис 1991.‍ | Попис 1991.‍ | Попис 1991.‍ | Попис 1991.‍ |
| ----------- | ----------- | ----------- | ----------- | ----------- |
|             |             |             |             |             |
| Хрвати      | Хрвати      |             | 636         | 99,68%      |
| непознато   | непознато   |             | 2           | 0,31%       |
| укупно: 638 |             |             |             |             |